# Trí Lực
Trí Lực là một xã thuộc huyện Thới Bình, tỉnh Cà Mau, Việt Nam.

## Địa lý
Xã Trí Lực có vị trí địa lý:
- Phía đông giáp xã Trí Phải và tỉnh Kiên Giang
- Phía tây giáp xã Biển Bạch Đông
- Phía nam giáp xã Trí Phải
- Phía bắc giáp xã Biển Bạch Đông và tỉnh Kiên Giang.

Xã Trí Lực có diện tích 35,27 km², dân số năm 2022 là 9.361 người, mật độ dân số đạt 265 người/km².

## Hành chính
Xã Trí Lực được chia thành 5 ấp: 5, 7, 8, 9, Phủ Thờ.

## Lịch sử
Ngày 5 tháng 9 năm 2005, Chính phủ ban hành Nghị định số 113/2005/NĐ-CP về việc thành lập xã Trí Lực trên cơ sở 3.898,66 ha diện tích tự nhiên và 7.024 nhân khẩu của xã Trí Phải.